# Силван (озеро)
Озеро Силван (англ. Sylvan Lake) — озеро в центральной части провинции Альберта (Канада). Расположено к западу от города Ред-Дир. Общая площадь — 42,8 км², глубина до 18 метров. На южном берегу расположен одноимённый населённый пункт Силван-Лейк.
Песчаные берега и чистые воды озера сделали его популярным местом отдыха для жителей городов Ред-Дир, Эдмонтон и Калгари. Ежегодно на берегах озера отдыхает полтора миллиона человек. На западном берегу озера находится провинциальный парк Силван-Лейк, на восточном берегу — провинциальный парк Джарвис-Бей. Развито спортивное рыболовство на озёрного сига, жёлтого окуня и северную щуку.